# Fiskåbygd
Fiskåbygd è un villaggio della Norvegia, situato nella municipalità di Vanylven, nella contea di Møre og Romsdal.